# Joseph von Brewer
Joseph von Brewer (* 20. September 1821 in Niedermendig; † 22. September 1858 ebenda) war ein preußischer Verwaltungsbeamter und Landrat des Kreises Mayen.

## Leben
Der Katholik von Brewer wurde als Sohn des Kaufmannes Philipp Adolf von Brewer zu Bell geboren. Sein Großvater, der Rittergutsbesitzer zu Bell bei Niedermendig, Anton Joseph von Brewer zu Bell (1829 dort Bürgermeister), hatte am 9. November 1827 die preußische Anerkennung des Adelsprädikats erlangt. Nach dem Studium der Rechtswissenschaften, unter anderem in Bonn, wo er 1841 Mitglied des Corps Palatia geworden war, trat von Brewer in den preußischen Verwaltungsdienst ein. Sein jüngerer Bruder Gottfried Vinzenz von Brewer bekleidete im Jahr 1867 kurzzeitig das Amt des Landrats des Siegkreises.
Landrat des Kreises Mayen
Dem Landgerichtsassessor Joseph von Brewer wurde, in der Nachfolge von Berthold Nasse, mit dem 13. Februar 1858 die Verwaltung des Kreises Mayen übertragen. Nach nur sieben Monaten verstarb er im Dienst.